# Ansambel Milana Vitka
Ansambel Milana Vitka je nekdanja slovenska narodnozabavna zasedba, ki je delovala med letoma 1954 in 1980. Šlo je za enega prvih kvintetov, ki je izvajal Avsenikovo in lastno glasbo. Podobno kot Avseniki na Gorenjskem je bil Ansambel Milana Vitka zelo priljubljen na Štajerskem.

## Zasedba
Vodja ansambla je bil trobentač Milan Vitek. Harmoniko je igral Herman Šunko, klarinet Lado Bergles, basist pa je bil Vlado Klemenčič, na baritonu pa Tone Neuwirt. Kitaro je igral Tone Kalderon, pozneje pa Drago Kokalj. Bobne je igral Smiljan Rozman.
Ves čas sta v ansamblu prepevala Aleksander Boštjančič in Breda Bajc, rojena Janko.

## Delovanje
Ansambel Milana Vitka je bil ustanovljen leta 1954. Imenoval se je po vodji, piscu melodij in trobentaču Milanu Vitku. Tega leta so se prvič predstavili na Radiu Maribor, torej istega leta, kot se je pojavil Ansambel bratov Avsenik oziroma Gorenjski kvartet.
Melodije je ustvarjal Milan Vitek, ki je napisal več kot 50 avtorskih skladb. Besedila sta dodajala Smiljan Rozman in Lojze Kraker. Preigravali so tudi Avsenikove pesmi. Nekoč so nastopili v dunajski mestni dvorani namesto Avsenikov kot Original Oberkrainer, vendar poslušalci niso opazili razlike. 
V Švici so pri gramofonski hiši Polydor posneli štiri velike plošče, za domače okolje pa tri male plošče pri družbi RTB. Največ plošč so izdali pri švicarski založbi Elite special.
Z ansamblom Milana Vitka sta kot povezovalca in humorista nastopala Arnold Tovornik in Janez Klasinc, včasih se je pridružil tudi dramski igralec Vlado Samec. Zasedba je velikokrat spremljala pevca Iva Robiča.
Največ nastopov je ansambel imel v Mariboru in okolici, veliko pa tudi v Avstriji, Nemčiji in Švici, tam celo pred stalnim občinstvom. Poldrugo desetletje so igrali čez cele počitnice v isti pivnici kot Avseniki. Več let zapored so bili stalni gostje na sejmu v Gradcu. Bili so skoraj stalni ansambel na Večerovih avtobusnih izletih, podobno tudi po koncu delovanja na smučarski prireditvi Zlata lisica. Več kot dvajsetkrat so igrali tudi na Mariborskem tednu.
Ansambel Milana Vitka je prenehal delovati leta 1980.

## Diskografija
Ansambel Milana Vitka je izdal naslednje plošče:
1. Prelepa ti Dravska dolina (1966)
2. Zopet smo skupaj (1966)
3. Dobri prijatelji (1967)

## Največje uspešnice
Ansambel Milana Vitka je najbolj poznan po naslednjih skladbah:
- Čez Učko
- Mladim pod noge
- Na pohorskih livadah
- Pod vinogradi
- Prelepa ti Dravska dolina
- Zunaj se dani